# Capilla de la Natividad de Nuestra Señora (Mezquita-catedral de Córdoba)
La capilla de la Natividad de Nuestra Señora de la Mezquita-catedral de Córdoba (España) se encuentra situada entre las capillas localizadas en el muro este del templo catedralicio.

## Descripción
Fue fundada en 1565 por el canónigo Andrés Pérez de Buenrostro, arcediano de Pedroche. En un principio le concedieron el solar donde iba a construirse la capilla de la Resurrección, pero las reclamaciones de Matías Mutenhoamer, propietario de esta capilla, seguramente hicieron que la capilla se construyera en este lugar. La planta de la capilla es cuadrangular y está cubierta por una bóveda de arcos terceletes.
La capilla fue diseñada por Hernán Ruiz II, apreciándose su influencia en la bóveda ojival, idéntica a la de la capilla de la Resurrección, y en los contrafuertes que flanquean el retablo, aunque su mayor amplitud le permitió realizar dos arcos con decoración renacentista.
El retablo también fue proyectado por Hernán Ruiz II y ejecutado por el escultor Martín de la Torre en el año 1567. Las pinturas del retablo fueron realizadas y concluidas por Gabriel Rosales en 1578. Poco se conoce de la vida de este pintor del siglo XVI, excepto que se autotitulaba «pintor del obispo de Córdoba», vinculándose de esta forma al prelado fray Bernardo de Fresneda, que rigió los destinos de la diócesis de Córdoba entre los años 1572 y 1577. El retablo se compone de un registro central, que se apoya sobre el banco, donde se encuentran los lienzos que representan la Anunciación, la Natividad, y la Visitación. En el espacio central del retablo está colocada la representación del árbol de Jessé, obra de considerable tamaño y de gran calidad, en cuyo complicado esquema compositivo prevalecen claramente las imágenes de la Virgen María y del Niño Jesús.
Flanqueando el lienzo en el que se representa el árbol de Jessé, se encuentran las imágenes, colocadas entre los intercolumnios de las columnas que sostienen el cuerpo superior del retablo, que se encuentra coronado por una imagen de Cristo Crucificado, flanqueado por escudos nobiliarios, de San Pedro, San Juan, San Andrés y San Sebastián. El frontal de azulejos del altar de la capilla es obra del maestro Roque Hernández, autor también de otras obras similares en diversas capillas de la Mezquita-catedral y fue realizado alrededor del año 1560. En él se halla representada la Epifanía.
Todo el retablo y las pinturas fueron repintados en blanco u ocre en 1901 con motivo del entierro de Elisa Zapata de Torrealba, condesa de Cañete de las Torres, cuyos escudos figuran en la coronación del retablo.